# Je veux me marier
Pour plus de détails, voir Fiche technique et Distribution.
Je veux me marier (The Bride Comes Home) est un film américain en noir et blanc réalisé pare Wesley Ruggles, sorti en 1935.

## Synopsis
La mondaine Jeannette Desmereau était extrêmement riche jusqu'à ce que le krach boursier et la Grande Dépression aboutissent à la faillite de l'entreprise de son père. Tout ce qu'il leur reste est la maison. Jeannette part à la recherche d'un emploi. Pendant ce temps, son ami Jack Bristow vient d'atteindre sa majorité et hérite des millions de sa famille. Il est amoureux de Jeannette depuis des années et lui a demandé sa main plusieurs fois. Mais elle n'est pas amoureuse de lui. Du moins le pense-t-elle.
Arrive Cyrus Anderson, un dur à cuire qui a été le garde du corps d'un riche playboy jusqu'à ce qu'il atteigne l'âge requis pour hériter d'une succession familiale. Cyrus met souvent fin aux bagarres dans lesquelles Jack Bristow, ivre, se lance à coups de poing.
Cyrus a le projet de créer un magazine pour hommes. Avec Jack, ils lancent The Man, le magazine. Jeannette demande à Jack des conseils en lien avec un emploi ; il lui propose alors d'être l'assistante de Cyrus. Jeannette et Cyrus se détestent instantanément. Qui plus est, Cyrus n’a jamais demandé d'assistante. Pourtant, la jeune femme va vite s'éprendre de lui.

## Fiche technique
- Titre français : Je veux me marier
- Titre original : The Bride Comes Home
- Réalisation : Wesley Ruggles
- Scénario : Claude Binyon, d'après une histoire d'Elisabeth Sanxay Holding
- Musique : John Leipold, Heinz Roemheld et Tom Satterfield (non crédités)
- Direction artistique : Hans Dreier et Robert Usher
- Décorateur de plateau : A.E. Freudeman
- Costumes : Travis Banton
- Producteur : Wesley Ruggles
- Société de production et de distribution : Paramount Pictures
- Photographie : Leo Tover
- Montage : Paul Weatherwax
- Pays de production :  États-Unis
- Langue originale : anglais américain
- Format : noir et blanc — 35 mm — 1,37:1 — son : mono (Western Electric Noiseless Recording)
- Genre : comédie romantique
- Durée : 83 min
- Dates de sortie : 
  - États-Unis : 25 décembre 1935 (New York)
  - France : 17 janvier 1936

## Distribution
- Claudette Colbert : Jeannette Desmereau
- Fred MacMurray : Cyrus Anderson, le rédacteur en chef
- Robert Young : Jack Bristow, l'éditeur
- William Collier Sr. : Alfred Desmereau
- Donald Meek : le juge
- Richard Carle : Frank
- Edgar Kennedy : Henry
- Johnny Arthur : Otto
- Kate MacKenna : Emma
- Jimmy Conlin : Len Noble
- Edward Gargan : chauffeur de taxi